# Pont-Trambouze
Pont-Trambouze är en kommun i departementet Rhône i regionen Auvergne-Rhône-Alpes i östra Frankrike. Kommunen ligger i kantonen Thizy som tillhör arrondissementet Villefranche-sur-Saône. År 2018 hade Pont-Trambouze 424 invånare.

## Befolkningsutveckling
Antalet invånare i kommunen Pont-Trambouze
| Referens: INSEE |